# فرنتس وارکویی
فرنتس وارکویی (مجاری: Ferenc Várkõi; ۲۷ ژانویهٔ ۱۹۱۶ – ۱۲ نوامبر ۱۹۸۷) ژیمناست هنری اهل مجارستان بود.
وی در مسابقات کشوری و بین‌المللی در مجموع برندهٔ ۱ مدال برنز شده‌است.